# Округ Алендејл (Јужна Каролина)
Округ Алендејл (енгл. Allendale County) је округ у америчкој савезној држави Јужна Каролина. По попису из 2010. године број становника је 10.419.

## Демографија
Према попису становништва из 2010. у округу је живело 10.419 становника, што је 792 (7,1%) становника мање него 2000. године.
| Група             | 2000.         | 2010.         |
| Белци             | 3.030 (27,0%) | 2.410 (23,1%) |
| Афроамериканци    | 7.960 (71,0%) | 7.672 (73,6%) |
| Азијати           | 14 (0,1%)     | 41 (0,4%)     |
| Хиспаноамериканци | 181 (1,6%)    | 239 (2,3%)    |
| Укупно            | 11.211        | 10.419        |